# Tatiana Zatulovskaya
Tatiana Zatulovskaya (8 de dezembro de 1935 – 2 de julho de 2017) foi um jogadora de xadrez da antiga União Soviética naturalizada israelense, com participações nas Olimpíadas de xadrez de 1963, 1966, 1963 e 2002 já por Israel. Na edição de 1963 conquistou a medalha de prata no segundo tabuleiro e a de ouro por equipes. Na edição seguinte, conquistou a medalha de ouro no primeiro tabuleiro reserva e a de ouro por equipes.